# Jožef Balant
Jožef Balant, ponegdje i Joseph Walland (Nova vas pri Lescah, siječanj 1763. – Gorica, 11. svibnja 1834.), slovenski katolički svećenik, biskup i nadbiskup gorički te metropolit ilirski, utemeljitelj obrazovnih ustanova i preporoditelj. Zaslužan je za razvoj osnovnoškolskoga, srednjoškolskoga i visokoga obrazovanja u Sloveniji. Ujedno je i prvi Slovenac kojemu je dodijeljena  nadbiskupska služba.